# Antonio Cresi
Antonio Cresi (L'Aquila, 1º settembre 1733 – Treglio, 22 settembre 1804) è stato un vescovo cattolico italiano.

## Biografia
Nato all'Aquila dalla nobile famiglia Cresi nel 1733, fu ordinato sacerdote il 24 settembre 1757; fu quindi arcidiacono e vicario capitolare presso la diocesi dell'Aquila. 
Il 20 gennaio 1792 fu designato come vescovo di Ortona e Campli da re Ferdinando IV di Napoli; ricevette la conferma di papa Pio VI il 26 marzo successivo e il 9 aprile fu consacrato da Luigi Valenti Gonzaga, cardinale presbitero dei Santi Nereo e Achilleo, insieme a Giovanni Francesco Guidi di Bagno-Talenti e Carlo Crivelli come co-consacranti.
Morì nel 1804 a Treglio e dopo la sua morte la diocesi rimase vacante, venendo poi soppressa definitivamente e scorporata tra quella di Lanciano e quella di Teramo.

## Genealogia episcopale
La genealogia episcopale è:
- Cardinale Scipione Rebiba
- Cardinale Giulio Antonio Santori
- Cardinale Girolamo Bernerio, O.P.
- Arcivescovo Galeazzo Sanvitale
- Cardinale Ludovico Ludovisi
- Cardinale Luigi Caetani
- Cardinale Ulderico Carpegna
- Cardinale Paluzzo Paluzzi Altieri degli Albertoni
- Papa Benedetto XIII
- Papa Benedetto XIV
- Papa Clemente XIII
- Cardinale Luigi Valenti Gonzaga
- Vescovo Antonio Cresi